# Filar Staszla

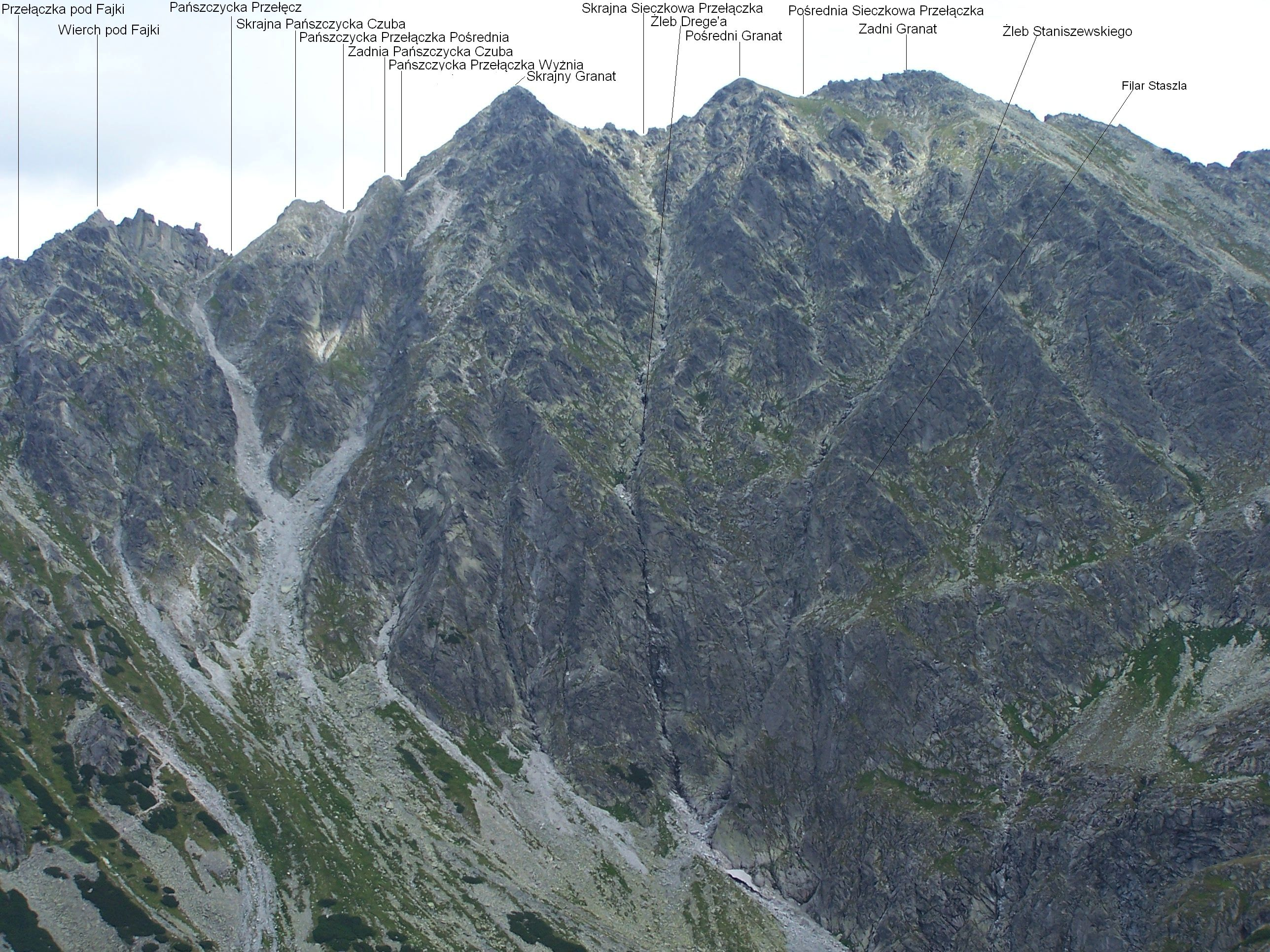
Widok z Małego Kościelca

Filar Staszla – filar w masywie Granatów w polskich Tatrach Wysokich. Opada z północnych ścian Zadniego Granatu (2240 m) w północno-zachodnim kierunku do górnej części piarżyska w Kotle Czarnego Stawu Gąsienicowego, tworząc orograficznie lewe ograniczenie Żlebu Staniszewskiego. Filarem tym prowadzi jedna z bardziej popularnych letnich dróg wspinaczkowych, będąca podstawowym standardem na kursach wspinaczkowych. Przechodzi ją prawie każdy z tysięcy kursantów.
Filar ma wysokość około 300 m. Punkt startowy do drogi Filarem Staszla znajduje się na wysokości około 1790 m, droga ma V stopień trudności w skali tatrzańskiej, czas jej przejścia wynosi 3 godz. Pierwsze przejście: Jerzy Hajdukiewicz i Jan Staszel 30 lipca 1938 r. Pierwsze przejście zimowe: Tadeusz Rogowski i Tadeusz Strumiłło 15 kwietnia 1952 r.

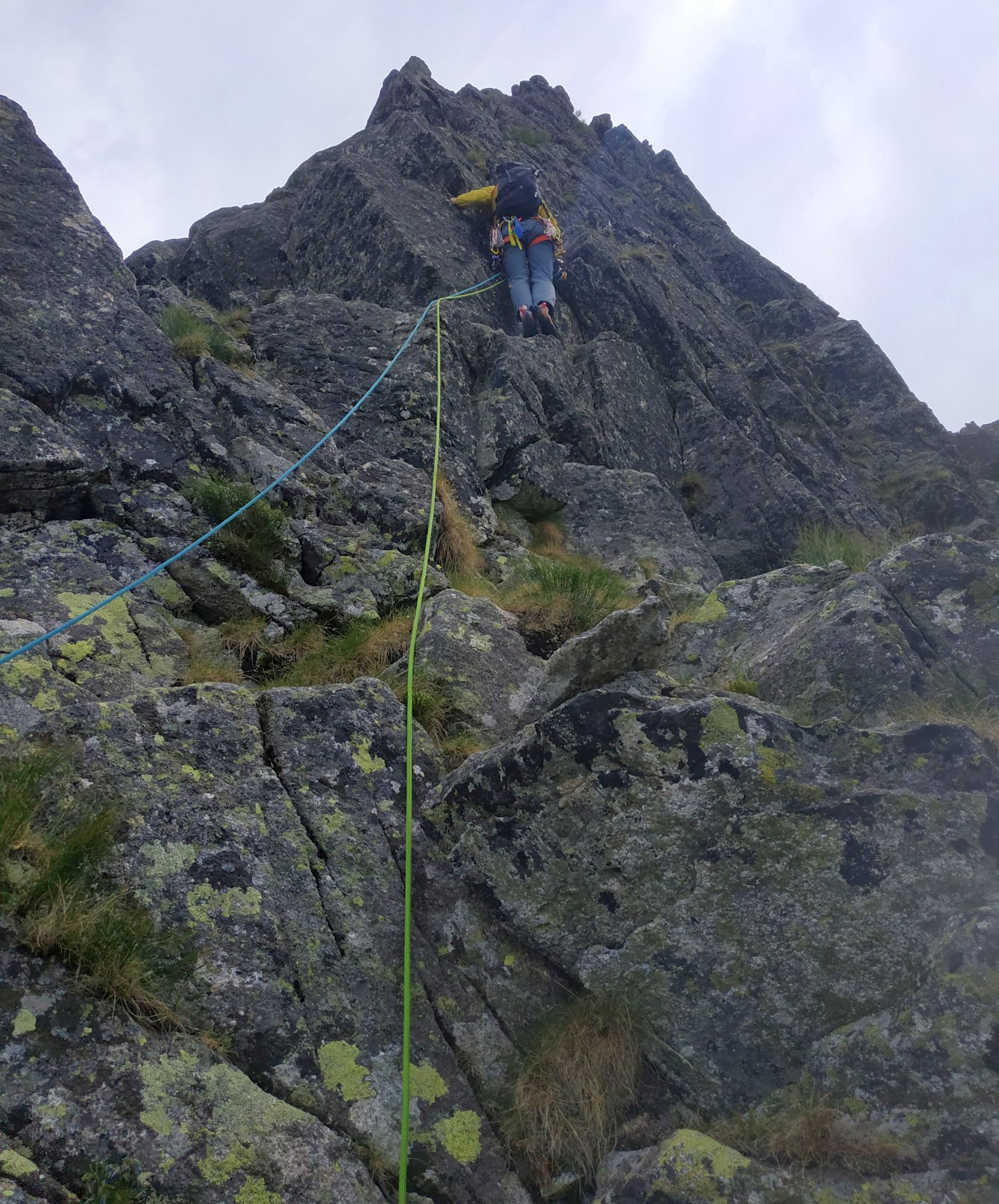
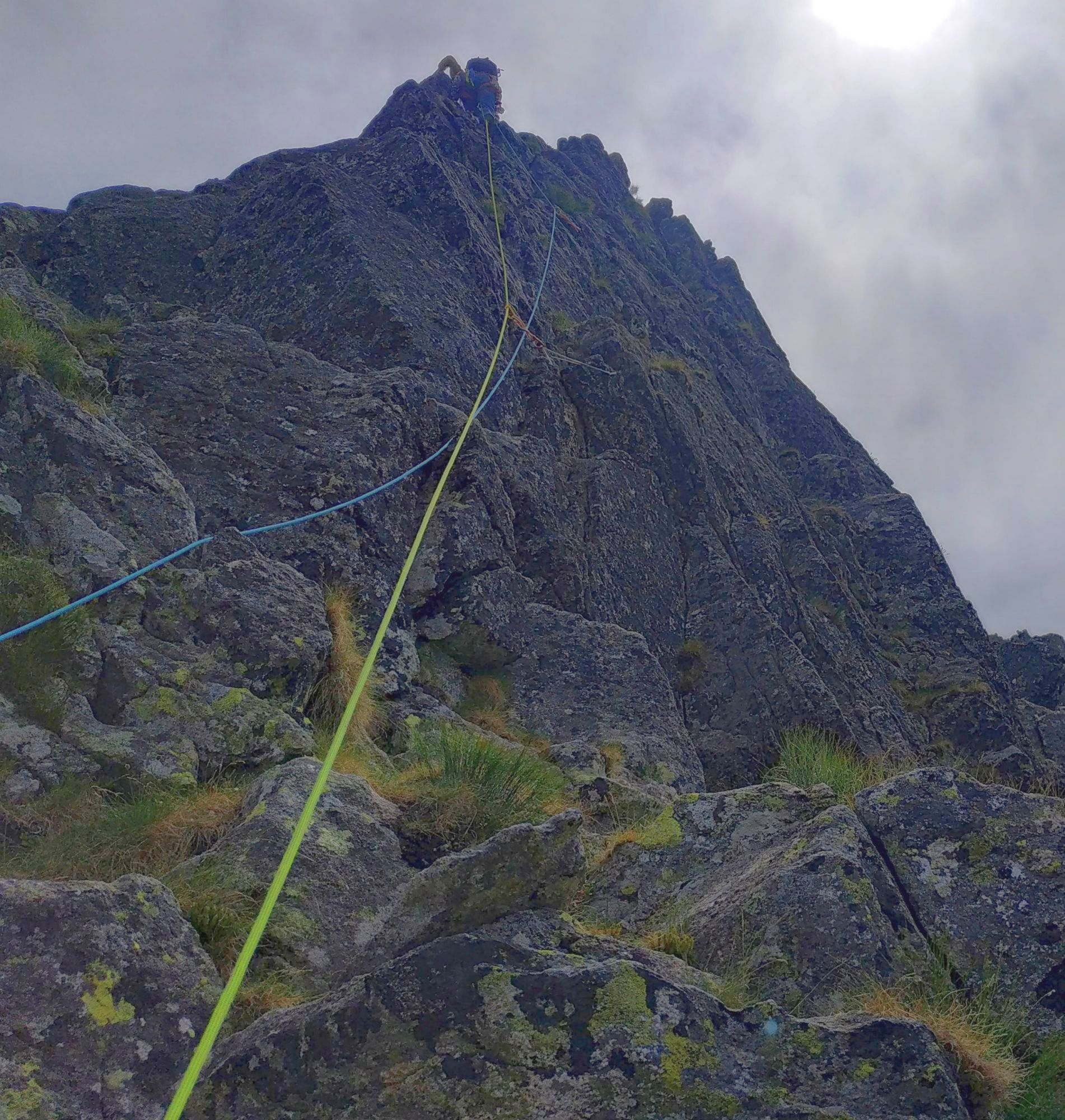
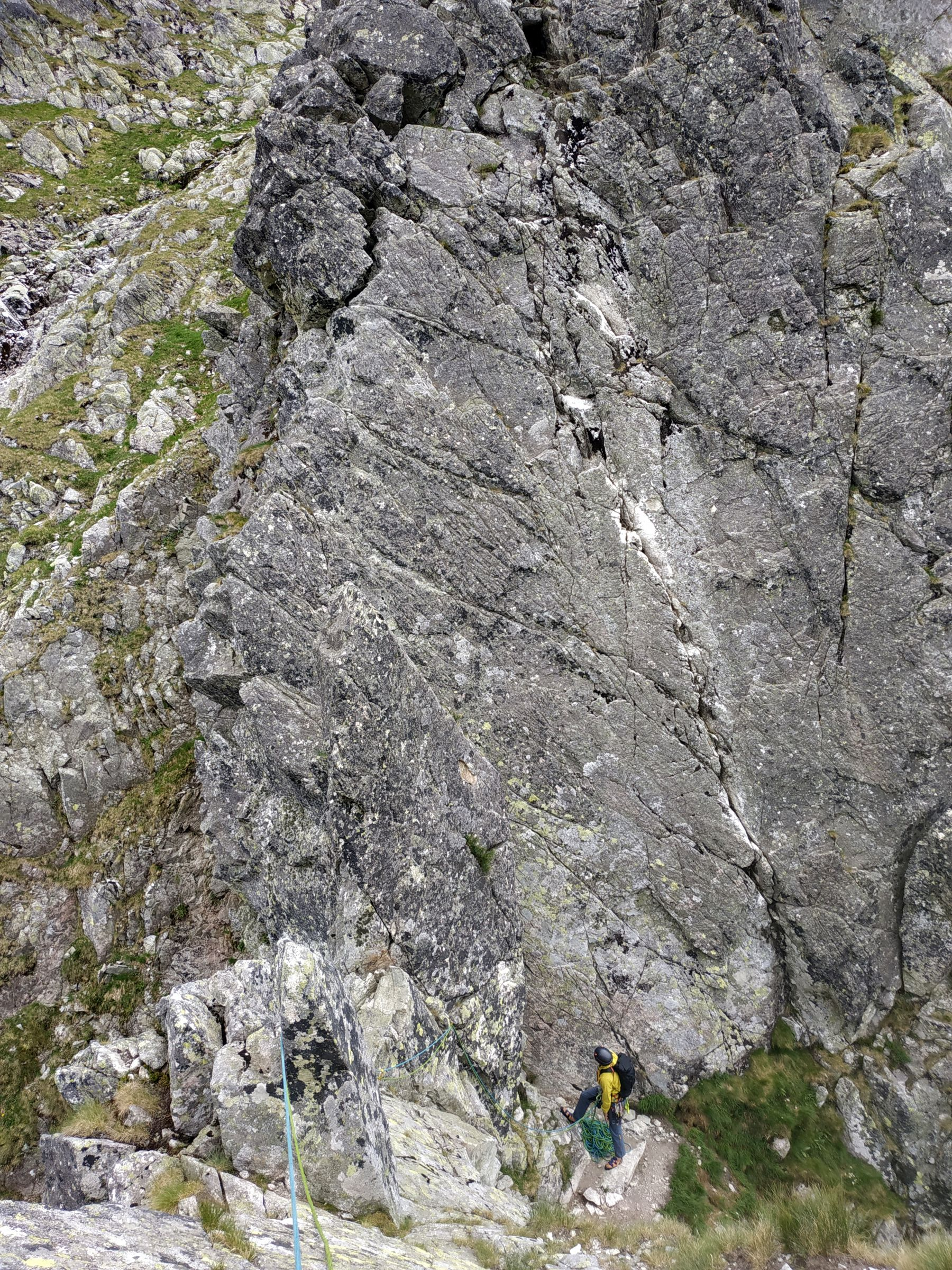
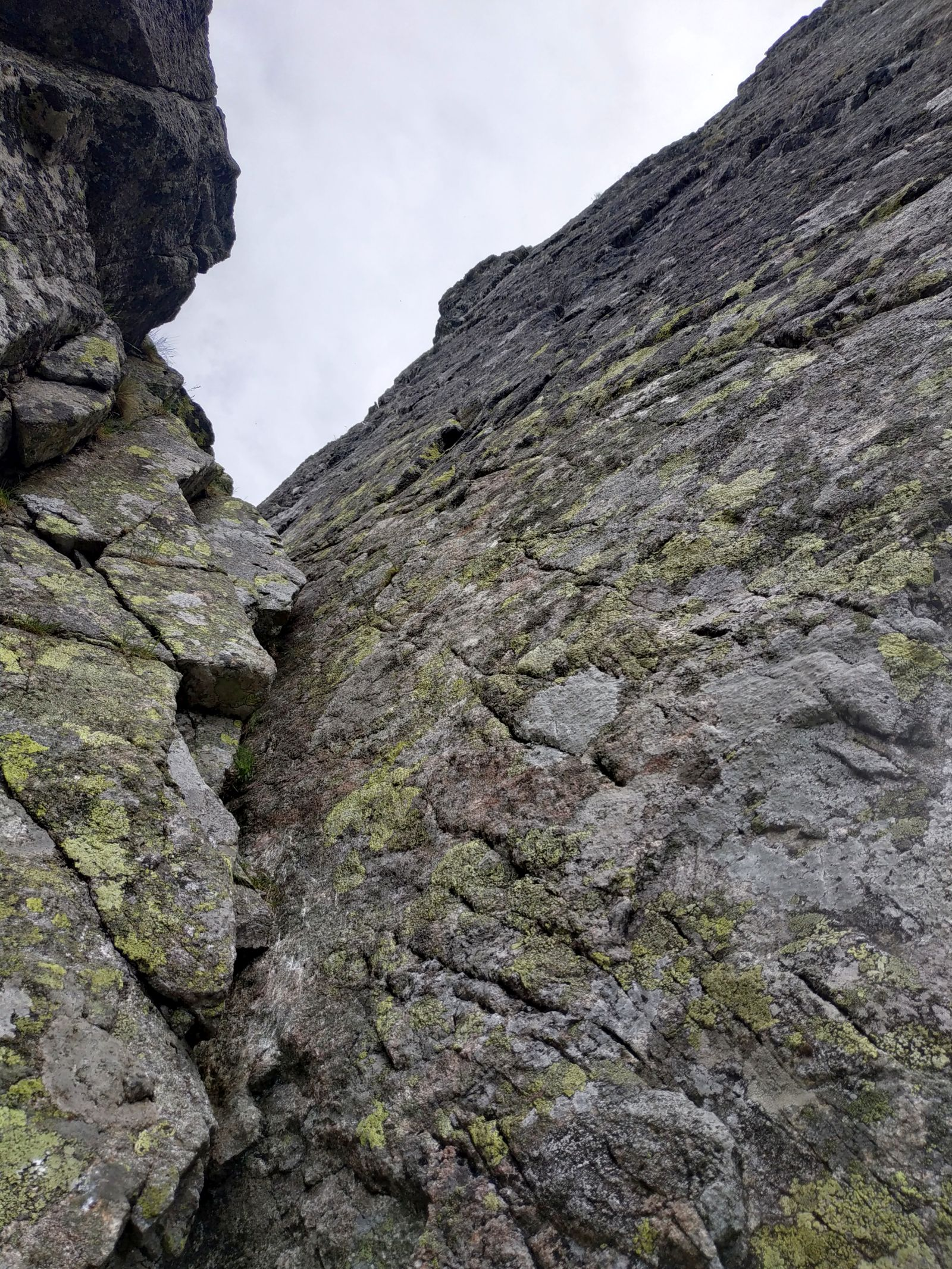
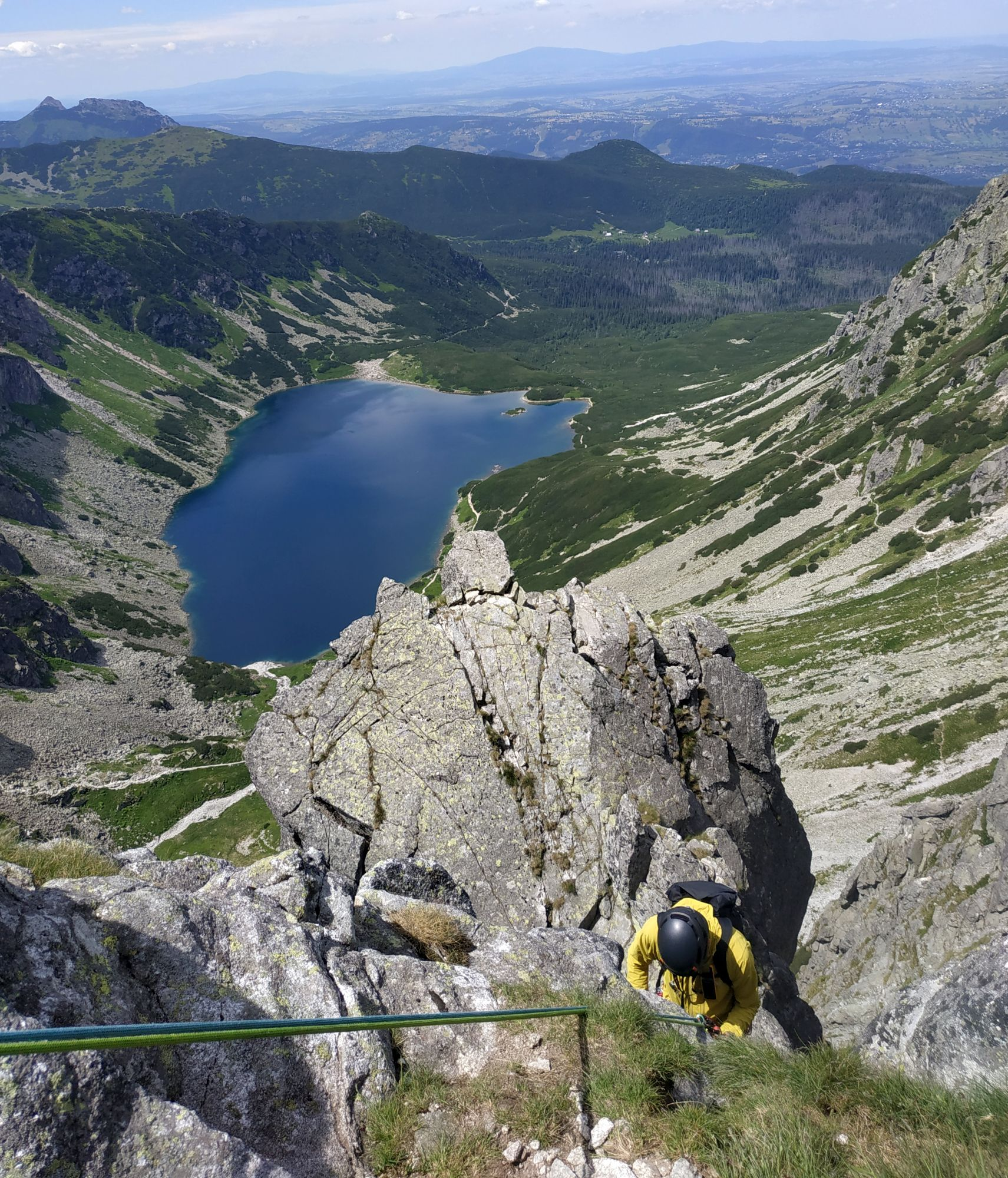